# 部隊脫離接觸協議
《部隊脫離接觸協議》，全稱《1974年以色列和阿拉伯叙利亚共和国之间的部队脱离接触协议》（希伯來語：‎； 阿拉伯语：‎），是以色列與敘利亞於1974年簽署的協議，認定了戈蘭高地範圍當時的停火邊界。該協議表明它“不是和平協議”，而是“基於《第338號決議》，向公平與長久的和平踏出的一步”。
在2024年阿薩德政權垮台後，以色列宣佈“協議無效”直至“敘利亞恢復秩序”，並隨後入侵敘利亞。

## 背景
在贖罪日戰爭過後，以色列控制了戈蘭高地，最近的離敘利亞首都大馬士革只有40（25英里）。該區包含了數個敘利亞村莊，也包括了黑門山的火山錐。 
雖然該區當時已有停火協定，但並沒有制止雙方繼續交火。以方要求敘利亞釋放以色列國防軍的戰俘，但敘方拒絕，並要求以色列歸還領土。1974年2月，時任美國國務卿的基辛格與中東各方進行談判，希望能得出共識。同時，邊界的消耗戰惡化，3月-5月期間發生了超過1千宗衝突。

## 協議內容
1974年5月31日，以色列與敘利亞兩國在日內瓦簽署了協議。兩國同意維持停火，並歸還對方的戰俘。此外，以色列同意在庫奈特拉市約25平方（9.7平方英里）的範圍撤退（紫線以西）。雙方亦同意在敘利亞的邊界區域，成立由聯合國脫離接觸觀察員部隊駐守的緩衝區，範圍大概235平方（91平方英里），而聯合國部隊共有1,043人。軍事以外，雙方同意容許因戰爭而流離失所的敘利亞平民回家，亦承諾會抵擋該區的恐怖活動。
在1974年6月初，雙方都依照協議歸還戰俘，而以方亦完成了撤退。6月26日，在協議簽署一個月後，新的分界綫落成。

## 後續
該協議自從簽署以來，維持了超過45年，是以色列與阿拉伯國家最長久的協議。
2024年12月阿薩德政權垮台，以色列國防軍開始進入聯合國的緩衝區地帶。根據以色列總理內塔尼亞胡，敘利亞軍隊放棄了陣地，使他命令以軍“暫時地”佔領緩衝區，來“確保沒有敵對實力能靠近以色列的邊界”，直至大家能“做出適當的安全安排”。敘利亞新領袖艾哈邁德·沙拉表示，他會繼續與以色列維持1974年的協議。